# Jasminum grandiflorum
Jasminum grandiflorum (jazmín del país) es una especie del género Jasminum, la cual pertenece a la familia Oleaceae.

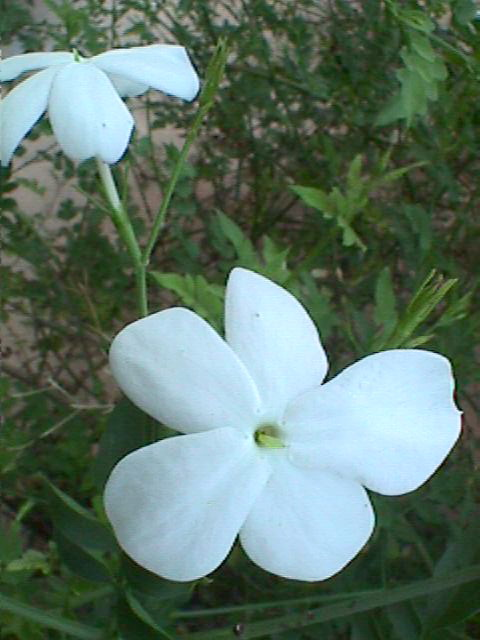
Detalle de la flor

## Descripción
Esta planta, es una trepadora nativa del Himalaya, que tiende a crecer desordenadamente. En presencia de una estructura soporte pueden llegar hasta los 6 a 7 m de altura, formando una copa semidensa colgante, que presenta flores durante gran parte del año.

### Hojas
Las hojas de color verde, son compuestas, pinnadas, opuestas, y presentan de 5 a 9 folíolos de 1,5 a 3 cm de largo.

### Flores
Las flores son de color blanco con tintes rosáceos, tienen un diámetro de 2 a 3 cm y son muy perfumadas. En la especie Jasminum officinale, las flores son totalmente blancas y presentan un perfume más suave.

## Usos
Es una planta ornamental en jardines, setos y terrazas.
El absoluto y aceite esencial de las flores se emplea en perfumería, cosmética y aromaterapia.

## Taxonomía
Jasminum grandiflorum fue descrita por  Carlos Linneo y publicado en Species Plantarum, Editio Secunda 1: 9. 1762.
Etimología
Ver: Jasminum
grandiflorum: epíteto latino que significa "con flores grandes".
Sinonimia
- Jasminum officinale f. grandiflorum (L.) Kobuski
- Jasminum officinale var. grandiflorum (L.) Stokes
- Jasminum officinale subsp. grandiflorum (L.) E.Laguna[3][4]

subsp. floribundum (R.Br. ex Fresen.) P.S.Green
- Jasminum floribundum R.Br. ex Fresen.
- Jasminum steudneri Schweinf. ex Baker

subsp. grandiflorum 
- Jasminum aureum D.Don
- Jasminum catalonicum DC.
- Jasminum grandiflorum var. plenum Voigt
- Jasminum hispanicum DC.

## Nombres comunes
- jazmín de España, jazmín oloroso, jazmín real.[5]